# Gülşah Çomoğlu
Gülşah Çomoğlu Günal (* 30. Mai 1986 in Ankara; † 29. Mai 2024 in Istanbul) war eine türkische Schauspielerin.

## Leben und Karriere
Çomoğlu wurde am 30. Mai 1986 in Ankara geboren. Sie studierte an der Bilkent-Universität. Ihr Debüt gab sie 2016 in dem Film İfrit'in Diyeti: Cinnia. Unter anderem spielte sie in den Serien wie Yüksek Sosyete, Unutma Beni, Kasaba Doktoru und Behzat Ç.: Bir Ankara Polisiyesi mit.  Zudem war sie in Theaterstücken wie Die Troerinnen, Hürrem Sultan und Der Kaufmann von Venedig zu sehen.
Çomoğlu heiratete 2018 Gökhan Günal, mit dem sie ein Kind hatte. Nach einer zweijährigen Krebserkrankung verstarb sie am 29. Mai 2024 im Alter von 38 Jahren.

## Filmografie
- 2016: İfrit'in Diyeti: Cinnia
- 2016: Yüksek Sosyete (Fernsehserie, 26 Episoden)
- 2017: Umudun Kıyısında
- 2019: Behzat Ç.: Bir Ankara Polisiyesi (Fernsehserie, 4 Episoden)
- 2022: Kasaba Doktoru (Fernsehserie, 11 Episoden)